# Las Torretas de Ròse
Les Tourrettes és un municipi francès situat al departament de la Droma i a la regió d'Alvèrnia-Roine-Alps. L'any 2007 tenia 940 habitants.

## Demografia

### Població
El 2007 la població de fet de Les Tourrettes era de 940 persones. Hi havia 308 famílies de les quals 49 eren unipersonals (31 homes vivint sols i 18 dones vivint soles), 94 parelles sense fills, 161 parelles amb fills i 4 famílies monoparentals amb fills.
La població ha evolucionat segons el següent gràfic:
Habitants censats

### Habitatges
El 2007 hi havia 356 habitatges, 329 eren l'habitatge principal de la família, 10 eren segones residències i 17 estaven desocupats. 284 eren cases i 69 eren apartaments. Dels 329 habitatges principals, 237 estaven ocupats pels seus propietaris, 88 estaven llogats i ocupats pels llogaters i 3 estaven cedits a títol gratuït; 2 tenien una cambra, 8 en tenien dues, 45 en tenien tres, 98 en tenien quatre i 176 en tenien cinc o més. 268 habitatges disposaven pel capbaix d'una plaça de pàrquing. A 137 habitatges hi havia un automòbil i a 174 n'hi havia dos o més.

### Piràmide de població
La piràmide de població per edats i sexe el 2009 era:
| Homes | Edats   | Dones |
| ----- | ------- | ----- |
| 0     | 95 o +  | 0     |
| 0     | 90 a 94 | 8     |
| 4     | 85 a 89 | 0     |
| 0     | 80 a 84 | 4     |
| 8     | 75 a 79 | 16    |
| 4     | 70 a 74 | 4     |
| 16    | 65 a 69 | 16    |
| 24    | 60 a 64 | 24    |
| 20    | 55 a 59 | 20    |
| 28    | 50 a 54 | 24    |
| 16    | 45 a 49 | 32    |
| 16    | 40 a 44 | 20    |
| 44    | 35 a 39 | 40    |
| 24    | 30 a 34 | 24    |
| 32    | 25 a 29 | 28    |
| 28    | 20 a 24 | 4     |
| 32    | 15 a 19 | 16    |
| 28    | 10 a 14 | 24    |
| 40    | 5 a 9   | 44    |
| 12    | 0 a 4   | 24    |

## Economia
El 2007 la població en edat de treballar era de 601 persones, 431 eren actives i 170 eren inactives. De les 431 persones actives 385 estaven ocupades (238 homes i 147 dones) i 46 estaven aturades (18 homes i 28 dones). De les 170 persones inactives 49 estaven jubilades, 51 estaven estudiant i 70 estaven classificades com a «altres inactius».

### Ingressos
El 2009 a Les Tourrettes hi havia 332 unitats fiscals que integraven 961,5 persones, la mediana anual d'ingressos fiscals per persona era de 16.882 €.

### Activitats econòmiques
Dels 43 establiments que hi havia el 2007, 1 era d'una empresa alimentària, 1 d'una empresa de fabricació de material elèctric, 1 d'una empresa de fabricació d'elements pel transport, 1 d'una empresa de fabricació d'altres productes industrials, 7 d'empreses de construcció, 12 d'empreses de comerç i reparació d'automòbils, 2 d'empreses de transport, 7 d'empreses d'hostatgeria i restauració, 1 d'una empresa d'informació i comunicació, 3 d'empreses immobiliàries, 6 d'empreses de serveis i 1 d'una empresa classificada com a «altres activitats de serveis».
Dels 10 establiments de servei als particulars que hi havia el 2009, 1 era un taller de reparació d'automòbils i de material agrícola, 3 paletes, 1 guixaire pintor, 1 fusteria, 1 lampisteria i 3 restaurants.
Dels 2 establiments comercials que hi havia el 2009, 1 era una fleca i 1 una carnisseria.
L'any 2000 a Les Tourrettes hi havia 3 explotacions agrícoles.

## Equipaments sanitaris i escolars
El 2009 hi havia una escola elemental.

## Poblacions més properes
El següent diagrama mostra les poblacions més properes.